# 1000 Miles of Sebring 2019

Tor Sebring International Raceway

1000 Miles of Sebring 2019 – długodystansowy wyścig samochodowy, który odbył się 15 marca 2019 roku. Był on szóstą rundą sezonu 2018/2019 serii FIA World Endurance Championship.

## Harmonogram
| Dzień              | Godzina | Sesja                             | Długość               |
| ------------------ | ------- | --------------------------------- | --------------------- |
| Środa, 13 marca    | 15:00   | Pierwsza sesja treningowa         | 90 minut              |
| Środa, 13 marca    | 19:45   | Druga sesja treningowa            | 90 minut              |
| Czwartek, 14 marca | 16:15   | Trzecia sesja treningowa          | 60 minut              |
| Czwartek, 14 marca | 21:30   | Kwalifikacje LMGTE Pro i LMGTE Am | 20 minut              |
| Czwartek, 14 marca | 22:00   | Kwalifikacje LMP1 i LMP2          | 20 minut              |
| Piątek, 15 marca   | 16:00   | Wyścig                            | 1000 mil lub 8 godzin |
| Źródło             |         |                                   |                       |

## Sesje treningowe
| Klasa          | Zespół                        | Samochód                 | Czas           | Okr.           |
| Sesja pierwsza | Sesja pierwsza                | Sesja pierwsza           | Sesja pierwsza | Sesja pierwsza |
| -------------- | ----------------------------- | ------------------------ | -------------- | -------------- |
| LMP1           | #8 Toyota Gazoo Racing        | Toyota TS050 Hybrid      | 1:41,957       | 41             |
| LMP2           | #29 Racing Team Nederland     | Dallara P217             | 1:47,835       | 36             |
| LMGTE Pro      | #97 Aston Martin Racing       | Aston Martin Vantage AMR | 1:58,044       | 30             |
| LMGTE Am       | #98 Aston Martin Racing       | Aston Martin Vantage GTE | 2:00,043       | 35             |
| Sesja druga    |                               |                          |                |                |
| LMP1           | #7 Toyota Gazoo Racing        | Toyota TS050 Hybrid      | 1:41,730       | 45             |
| LMP2           | #38 Jackie Chan DC Racing     | Oreca 07                 | 1:47,716       | 37             |
| LMGTE Pro      | #97 Aston Martin Racing       | Aston Martin Vantage AMR | 1:57,792       | 38             |
| LMGTE Am       | #86 Gulf Racing               | Porsche 911 RSR          | 1:59,327       | 38             |
| Sesja trzecia  |                               |                          |                |                |
| LMP1           | #7 Toyota Gazoo Racing        | Toyota TS050 Hybrid      | 1:41,448       | 27             |
| LMP2           | #38 Jackie Chan DC Racing     | Oreca 07                 | 1:48,353       | 24             |
| LMGTE Pro      | #67 Ford Chip Ganassi Team UK | Ford GT                  | 1:57,730       | 23             |
| LMGTE Am       | #77 Dempsey - Proton Racing   | Porsche 911 RSR          | 1:58,554       | 20             |

## Kwalifikacje
Pole position w każdej kategorii oznaczone jest pogrubieniem.
| Poz.   | Klasa     | Zespół                        | Średnia  | Strata  | Poz. s. |
| ------ | --------- | ----------------------------- | -------- | ------- | ------- |
| 1      | LMP1      | #8 Toyota Gazoo Racing        | 1:40,318 | —       | 1       |
| 2      | LMP1      | #7 Toyota Gazoo Racing        | 1:40,803 | +0,485  | 2       |
| 3      | LMP1      | #3 Rebellion Racing           | 1:42,863 | +2,545  | 3       |
| 4      | LMP1      | #17 SMP Racing                | 1:42,942 | +2,624  | 4       |
| 5      | LMP1      | #11 SMP Racing                | 1:43,005 | +2,687  | 5       |
| 6      | LMP1      | #1 Rebellion Racing           | 1:43,015 | +2,697  | 6       |
| 7      | LMP1      | #10 DragonSpeed               | 1:44,288 | +3,970  | 7       |
| 8      | LMP2      | #38 Jackie Chan DC Racing     | 1:47,558 | +7,240  | 8       |
| 9      | LMP2      | #37 Jackie Chan DC Racing     | 1:48,208 | +7,890  | 9       |
| 10     | LMP2      | #36 Signatech Alpine Matmut   | 1:48,524 | +8,206  | 10      |
| 11     | LMP2      | #31 DragonSpeed               | 1:49,681 | +9,363  | 11      |
| 12     | LMP2      | #50 Larbre Compétition        | 1:50,705 | +10,387 | 12      |
| 13     | LMP2      | #28 TDS Racing                | 1:51,218 | +10,900 | 13      |
| 14     | LMGTE Pro | #92 Porsche GT Team           | 1:57,500 | +17,182 | 14      |
| 15     | LMGTE Pro | #67 Ford Chip Ganassi Team UK | 1:57,615 | +17,297 | 15      |
| 16     | LMGTE Pro | #66 Ford Chip Ganassi Team UK | 1:57,714 | +17,396 | 16      |
| 17     | LMGTE Pro | #82 BMW Team MTEK             | 1:57,841 | +17,523 | 17      |
| 18     | LMGTE Pro | #63 Corvette Racing           | 1:57,844 | +17,526 | 18      |
| 19     | LMGTE Pro | #71 AF Corse                  | 1:57,938 | +17,620 | 19      |
| 20     | LMGTE Pro | #81 BMW Team MTEK             | 1:58,000 | +17,682 | 20      |
| 21     | LMGTE Pro | #91 Porsche GT Team           | 1:58,113 | +17,795 | 21      |
| 22     | LMGTE Pro | #51 AF Corse                  | 1:58,232 | +17,914 | 22      |
| 23     | LMGTE Pro | #95 Aston Martin Racing       | 1:58,366 | +18,048 | 23      |
| 24     | LMGTE Am  | #77 Dempsey - Proton Racing   | 1:59,790 | +19,472 | 24      |
| 25     | LMGTE Am  | #56 Team Project 1            | 1:59,935 | +19,617 | 25      |
| 26     | LMGTE Am  | #98 Aston Martin Racing       | 2:00,076 | +19,758 | 26      |
| 27     | LMGTE Am  | #88 Dempsey - Proton Racing   | 2:00,417 | +20,099 | 27      |
| 28     | LMGTE Am  | #90 TF Sport                  | 2:00,543 | +20,225 | 28      |
| 29     | LMGTE Am  | #54 Spirit of Race            | 2:00,759 | +20,441 | 29      |
| 30     | LMGTE Am  | #70 MR Racing                 | 2:01,679 | +21,361 | 30      |
| 31     | LMGTE Pro | #97 Aston Martin Racing       | 2:04,748 | +24,430 | 31      |
| 32     | LMGTE Am  | #61 Clearwater Racing         | 1:59,396 | +19,078 | WYC     |
| 33     | LMGTE Am  | #86 Gulf Racing               | 1:59,436 | +19,118 | 32      |
| 34     | LMP2      | #29 Racing Team Nederland     | —        | —       | 33      |
| Źródła |           |                               |          |         |         |

## Wyścig

### Wyniki
Minimum do bycia sklasyfikowanym (70 procent dystansu pokonanego przez zwycięzców wyścigu) wyniosło 177 okrążeń. Zwycięzcy klas są oznaczeni pogrubieniem.
| Poz.              | Klasa     | Zespół                        | Kierowcy                                                | Samochód                    | Opony | Okr. | Czas/Strata   |
| ----------------- | --------- | ----------------------------- | ------------------------------------------------------- | --------------------------- | ----- | ---- | ------------- |
| 1                 | LMP1      | #8 Toyota Gazoo Racing        | Sébastien Buemi Kazuki Nakajima Fernando Alonso         | Toyota TS050 Hybrid         | M     | 253  | 8:00:38,186   |
| 2                 | LMP1      | #7 Toyota Gazoo Racing        | Mike Conway Kamui Kobayashi José María López            | Toyota TS050 Hybrid         | M     | 252  | +1 okrążenie  |
| 3                 | LMP1      | #11 SMP Racing                | Michaił Aloszyn Witalij Pietrow Brendon Hartley         | BR Engineering BR1 - AER    | M     | 242  | +11 okrążeń   |
| 4                 | LMP2      | #37 Jackie Chan DC Racing     | David Heinemeier Hansson Jordan King William Stevens    | Oreca 07                    | D     | 239  | +14 okrążeń   |
| 5                 | LMP2      | #36 Signatech Alpine Matmut   | Nicolas Lapierre André Negrão Pierre Thiriet            | Alpine A470                 | M     | 239  | +14 okrążeń   |
| 6                 | LMP2      | #31 DragonSpeed               | Roberto González Pastor Maldonado Anthony Davidson      | Oreca 07                    | M     | 237  | +16 okrążeń   |
| 7                 | LMP1      | #3 Rebellion Racing           | Nathanaël Berthon Thomas Laurent Gustavo Menezes        | Rebellion R13               | M     | 237  | +16 okrążeń   |
| 8                 | LMP2      | #50 Larbre Compétition        | Erwin Creed Romano Ricci Gunnar Jeannette               | Ligier JS P217              | M     | 234  | +19 okrążeń   |
| 9                 | LMP2      | #29 Racing Team Nederland     | Frits van Eerd Giedo van der Garde Nyck de Vries        | Dallara P217                | M     | 230  | +23 okrążenia |
| 10                | LMGTE Pro | #91 Porsche GT Team           | Richard Lietz Gianmaria Bruni                           | Porsche 911 RSR             | M     | 226  | +27 okrążeń   |
| 11                | LMGTE Pro | #81 BMW Team MTEK             | Martin Tomczyk Nicky Catsburg Alexander Sims            | BMW M8 GTE                  | M     | 226  | +27 okrążeń   |
| 12                | LMGTE Pro | #67 Ford Chip Ganassi Team UK | Andy Priaulx Harry Tincknell Jonathan Bomarito          | Ford GT                     | M     | 225  | +28 okrążeń   |
| 13                | LMGTE Pro | #51 AF Corse                  | Alessandro Pier Guidi James Calado Daniel Serra         | Ferrari 488 GTE Evo         | M     | 225  | +28 okrążeń   |
| 14                | LMGTE Pro | #92 Porsche GT Team           | Michael Christensen Kévin Estre                         | Porsche 911 RSR             | M     | 225  | +28 okrążeń   |
| 15                | LMGTE Pro | #71 AF Corse                  | Davide Rigon Sam Bird Miguel Molina                     | Ferrari 488 GTE Evo         | M     | 225  | +28 okrążeń   |
| 16                | LMGTE Pro | #82 BMW Team MTEK             | Augusto Farfus António Félix da Costa Bruno Spengler    | BMW M8 GTE                  | M     | 225  | +28 okrążeń   |
| 17                | LMGTE Pro | #63 Corvette Racing           | Jan Magnussen Antonio García Mike Rockenfeller          | Chevrolet Corvette C7.R     | M     | 225  | +28 okrążeń   |
| 18                | LMGTE Pro | #97 Aston Martin Racing       | Alexander Lynn Maxime Martin                            | Aston Martin Vantage AMR    | M     | 224  | +29 okrążeń   |
| 19                | LMGTE Pro | #95 Aston Martin Racing       | Marco Sørensen Nicki Thiim Darren Turner                | Aston Martin Vantage AMR    | M     | 224  | +29 okrążeń   |
| 20                | LMGTE Am  | #77 Dempsey - Proton Racing   | Christian Ried Julien Andlauer Matt Campbell            | Porsche 911 RSR             | M     | 221  | +32 okrążenia |
| 21                | LMGTE Am  | #54 Spirit of Race            | Thomas Flohr Francesco Castellacci Giancarlo Fisichella | Ferrari F488 GTE            | M     | 221  | +32 okrążenia |
| 22                | LMGTE Am  | #56 Team Project 1            | Jörg Bergmeister Patrick Lindsey Egidio Perfetti        | Porsche 911 RSR             | M     | 221  | +32 okrążenia |
| 23                | LMGTE Am  | #86 Gulf Racing               | Michael Wainwright Benjamin Barker Thomas Preining      | Porsche 911 RSR             | M     | 221  | +32 okrążenia |
| 24                | LMGTE Am  | #70 MR Racing                 | Motoaki Ishikawa Olivier Beretta Eddie Cheever III      | Ferrari F488 GTE            | M     | 220  | +33 okrążenia |
| 25                | LMGTE Am  | #90 TF Sport                  | Salih Yoluç Jonathan Adam Charlie Eastwood              | Aston Martin Vantage GTE    | M     | 220  | +33 okrążenia |
| 26                | LMGTE Am  | #88 Dempsey - Proton Racing   | Gianluca Roda Giorgio Roda Matteo Cairoli               | Porsche 911 RSR             | M     | 219  | +34 okrążenia |
| 27                | LMGTE Am  | #98 Aston Martin Racing       | Paul Dalla Lana Pedro Lamy Mathias Lauda                | Aston Martin Vantage GTE    | M     | 219  | +34 okrążenia |
| 28                | LMGTE Pro | #66 Ford Chip Ganassi Team UK | Stefan Mücke Olivier Pla Billy Johnson                  | Ford GT                     | M     | 216  | +37 okrążeń   |
| 29                | LMP2      | #38 Jackie Chan DC Racing     | Ho-Pin Tung Gabriel Aubry Stéphane Richelmi             | Oreca 07                    | D     | 209  | +44 okrążenia |
| Niesklasyfikowani |           |                               |                                                         |                             |       |      |               |
|                   | LMP2      | #28 TDS Racing                | François Perrodo Matthieu Vaxivière Loïc Duval          | Oreca 07                    | D     | 232  |               |
|                   | LMP1      | #17 SMP Racing                | Stéphane Sarrazin Jegor Orudżew Siergiej Sirotkin       | BR Engineering BR1 - AER    | M     | 62   |               |
| Nie ukończyli     |           |                               |                                                         |                             |       |      |               |
|                   | LMP1      | #10 DragonSpeed               | Henrik Hedman Ben Hanley Renger van der Zande           | BR Engineering BR1 - Gibson | M     | 143  |               |
|                   | LMP1      | #1 Rebellion Racing           | Neel Jani Mathias Beche Bruno Senna                     | Rebellion R13               | M     | 138  |               |

### Statystyki

#### Najszybsze okrążenie
| Klasa     | Kierowca        | Zespół                    | Czas     | Okr. |
| --------- | --------------- | ------------------------- | -------- | ---- |
| LMP1      | Kamui Kobayashi | #7 Toyota Gazoo Racing    | 1:41,800 | 44   |
| LMP2      | Nyck de Vries   | #29 Racing Team Nederland | 1:48,990 | 7    |
| LMGTE Pro | Davide Rigon    | #71 AF Corse              | 1:58,701 | 142  |
| LMGTE Am  | Thomas Preining | #86 Gulf Racing           | 1:59,989 | 146  |
| Źródło    |                 |                           |          |      |